# Gerd Kaimer
Gerd Kaimer (* 3. Juli 1926 in Elberfeld; † 11. Dezember 2016) war ein deutscher Politiker (SPD). Von 1984 bis 1997 war er Oberbürgermeister von Solingen.

## Leben
Der Vater von Gerd Kaimer war ein Schleifer aus Solingen, seine Mutter die Tochter eines Wuppertaler Webers. Er wuchs in Solingen auf. Seine Erlebnisse während NS-Herrschaft und Zweitem Weltkrieg bewogen ihn, sich künftig für Kinder und Jugendliche zu engagieren. Seine erste Anstellung als Volksschullehrer bekam Kaimer 1947. 1951 legte er sein Zweites Staatsexamen ab. Später machte er eine Weiterbildung zum Realschullehrer und war ab 1974 als Schulrat in Remscheid tätig. Darüber hinaus engagierte er sich in vielfältigen Funktionen für die Jugend; so gründete er in den Nachkriegsjahren einen Kinderchor, organisierte in den folgenden Jahrzehnten zahlreiche Aktivitäten und war Mitglied in verschiedenen Verbänden der Kinder- und Jugendarbeit. 
Ab 1948 war Gerd Kaimer Mitglied der SPD. Von 1957 bis 1961 saß er zum ersten Mal im Rat der Stadt Solingen. 1973 wurde er erneut in den Rat gewählt; von 1984 bis 1997 war er Oberbürgermeister von Solingen. In seine Amtszeit fiel der Mordanschlag von Solingen im Mai 1993, nach eigenen Aussagen sein „schlimmster Moment“. In den folgenden Tagen kam es zu gewaltsamen Demonstrationen in der Stadt; Kaimer gelang es, durch eine Rede per Megafon an die Demonstranten, die Situation entscheidend zu entschärfen. 1996 wurde ihm der Ehrenring der Stadt Solingen verliehen.

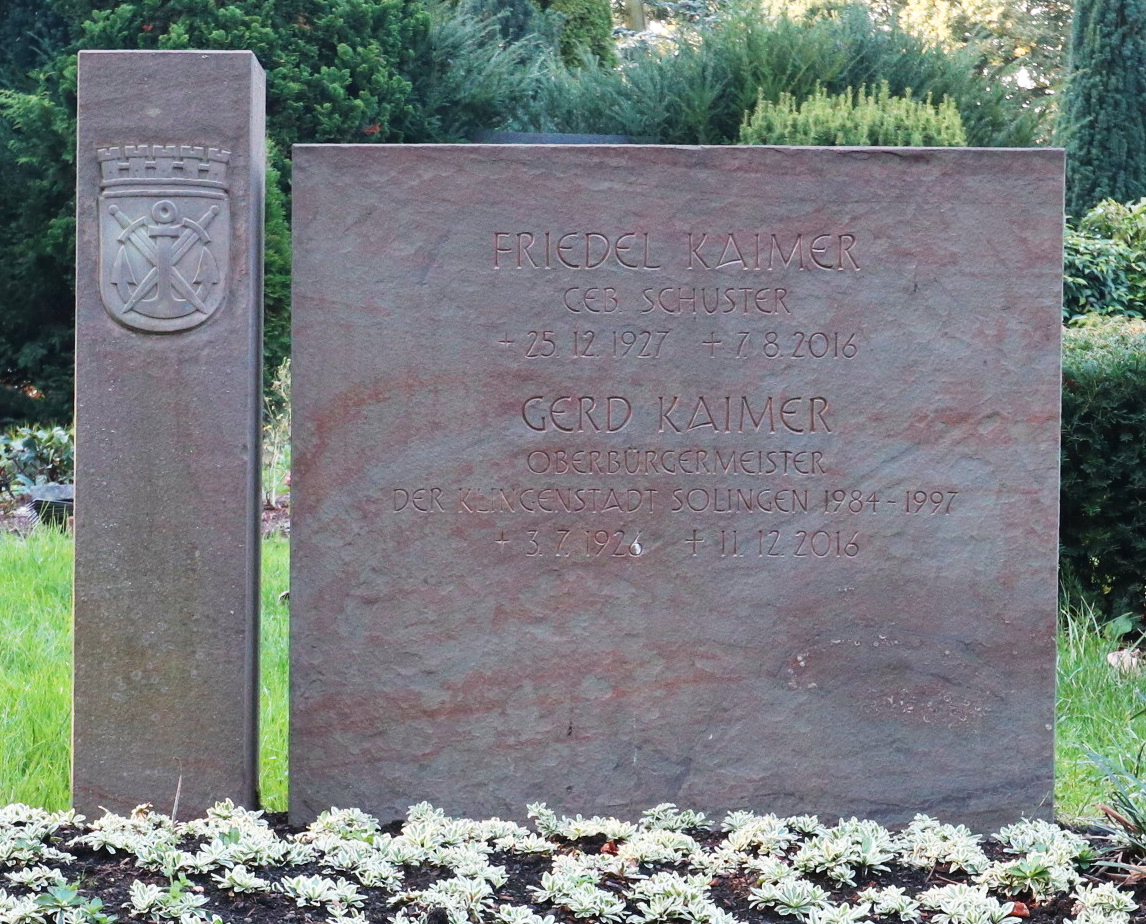
Grabmal Gerd und Friedel Kaimer

Kaimer war seit 1951 verheiratet, die Ehe blieb kinderlos. Er starb am 11. Dezember 2016 im Alter von 90 Jahren. Er wurde neben seiner Frau Friedel auf dem evangelischen Friedhof Höhscheid in Solingen beigesetzt.